# 阿瓜伊蒂亞河

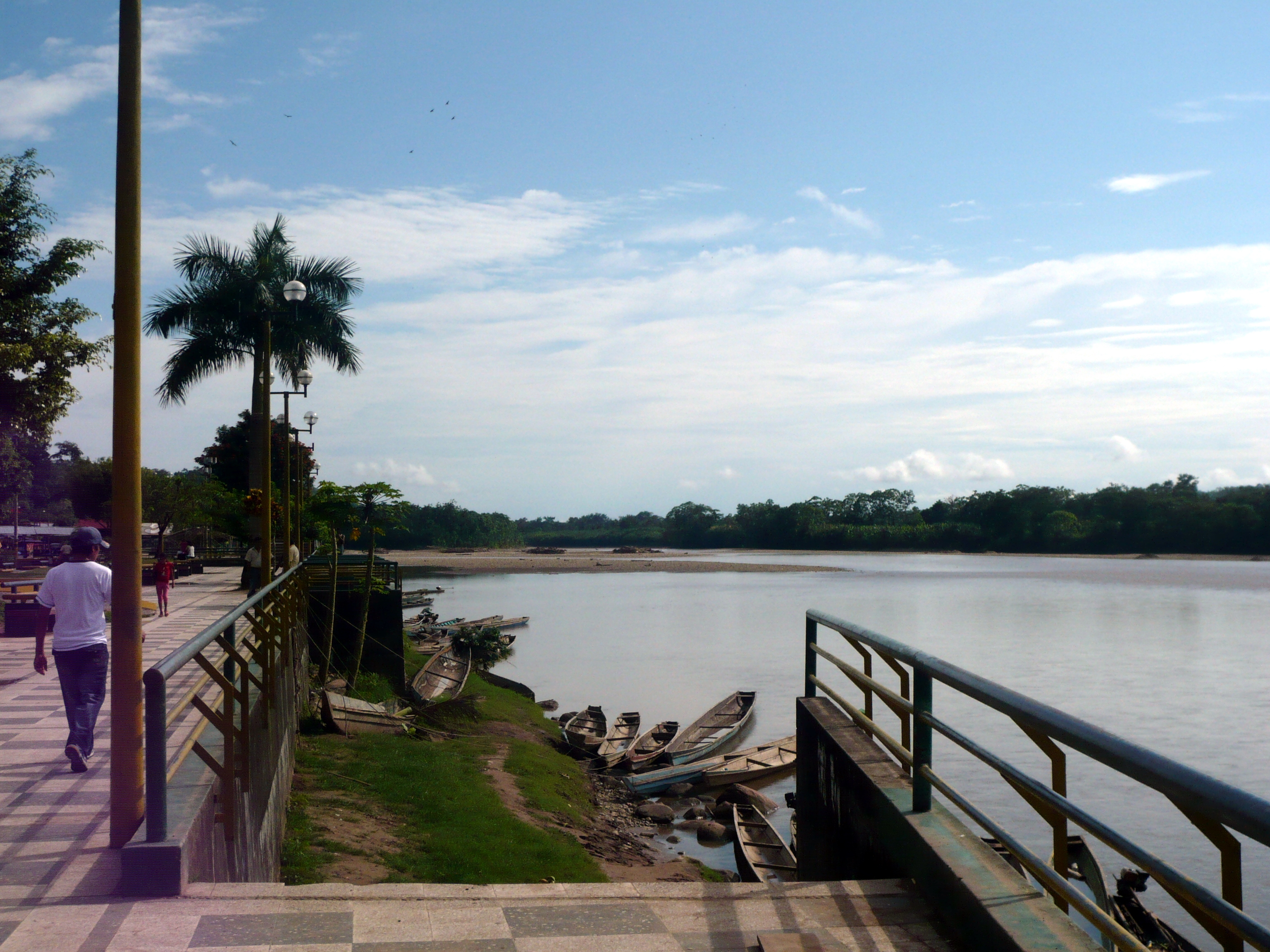
阿瓜伊蒂亞河

阿瓜伊蒂亞河（西班牙語：Río Aguaytía）是秘魯的河流，屬於亞馬遜河流域的一部分，河道全長379公里，流經烏卡亞利大區和萬卡韋利卡大區，最終注入烏卡亞利河。